# The Bad Plus
I The Bad Plus sono un trio jazz fondato nel 2000 dal pianista Ethan Iverson, dal contrabbassista Reid Anderson e dal batterista Dave King.
Attualmente, però, il pianista del trio è Orrin Evans, che sostituisce Iverson a partire dal 2017.

## Storia
Iverson, Anderson e King suonarono insieme per la prima volta nel 1990 ma formarono in maniera stabile il trio, che prese il nome di The Bad Plus sotto proposta di Dave King, solo nel 2000. Il gruppo incise il primo album, intitolato appunto The Bad Plus, pubblicato dalla Fresh Sound Records, dopo aver suonato insieme in soli tre concerti. Un'esibizione dal vivo al Village Vanguard fu notata dal rappresentante della Columbia Records Yves Beauvais, e la band fu scritturata dalla Columbia nel 2002. Il loro album di debutto con una major, These Are The Vistas (2003), fu seguito dagli album Give (2004) e  Suspicious Activity? (2005). Essendosi separati dalla Columbia, il gruppo sottoscrisse un contratto con la Heads Up Records (una divisione della Telarc), e pubblicarono l'album PROG l'8 maggio 2007.

## Stile musicale
La musica del trio combina elementi di jazz d'avanguardia con influenze pop e rock. Tuttavia, la loro musica sfugge ad ogni classificazione di genere. La band ha registrato versioni di brani di Nirvana, Aphex Twin, Blondie, Ornette Coleman, Pixies, Rush, Tears for Fears, David Bowie, Interpol e Black Sabbath. Blunt Object: Live in Tokyo include una cover di "We Are the Champions" dei Queen assieme allo standard "My Funny Valentine". Suspicious Activity? contiene una cover del tema del film "Momenti di gloria" (Theme from Chariots of Fire), mentre una versione di "Karma Police" dei Radiohead è apparsa nell'album Exit Music: Songs with Radio Heads del 2006.

## Discografia
- The Bad Plus (2001) - conosciuto anche come Motel
- Authorized Bootleg: New York 12/16/01 (2002) - album live
- These Are the Vistas (2003)
- Give (2004)
- Blunt Object: Live in Tokyo (2005) - album live
- Suspicious Activity? (2005)
- Prog (2007)
- For All I Care (2008)
- Never Stop (2010)
- Made Possible (2012)
- The Rite of Spring (2014)
- Inevitable Western (2014)
- The Bad Plus Joshua Redman (2015)
- It's Hard (2016)
- Never Stop II (2018)
- Activate Infinity (2019)

## Curiosità
- Anderson e King provengono originariamente dal Minnesota, e Iverson è del confinante Wisconsin.
- King fa anche parte dei gruppi Love-Cars, Halloween, Alaska, and Happy Apple, tutti originari del Minnesota.
- Una versione alternativa dell'interpretazione di "Flim" di Aphex Twin appare durante i titoli della serie TV tedesca Stromberg.